# Guldfeber
 Denne artikel omhandler Guldfeber i betydningen søgning efter guld. Opslagsordet har også en anden betydning, se Guldfeber (flertydig).
Guldfeber er et udtryk, der dækker de hektiske aktiviteter omkring søgning efter guld, som især meddelelser om nye guldfund har givet anledning til. I Canada og USA var der adskillige tilfælde af guldfeber i det 19. århundrede, først i Appalacherne, senere i Sierra Nevada og andre dele af British Columbia  og i Rocky Mountains.    Tilsvarende tilfælde af guldfeber kendes fra samme århundrede i Australien, på New Zealand og i Sydafrika.
Meddelelse om fund af guldklumper i et nyt område har i tidens løb fået millioner af håbefulde guldgravere til at forlade  hjemegn og familie i håb om at gøre det helt store fund. De deraf følgende aktiviteter har ofte medvirket til  befolkning af fjerntliggende og utilgængelige egne og danner f.eks. en stærk kulturel baggrund for USA's bevægelse mod vest.

## Udviklingcyklus
Guldfeberen er som oftest begyndt med et isoleret fund af en klump "frit guld" i naturen, oftest i en flodseng hvor vandet strømmer ned fra en  bjergkæde. Meddelelser herom og løse rygter om store enkeltfund, som har gjort guldgravere ekstremt rige, har sat fart i begivenhederne.
Den indledende udvinding af det guld, som kunne findes frit i flodsengen, skete som regel hurtigt og udtømte mulighederne her. Da det frie guld indikerer, at det er frigjort fra en guldåre ved udvaskning eller erosion, skete guldsøgningen derefter som prospektering efter guldårer længere oppe i bjergkløfternes vægge. Guldfeberens højdepunkt varede normalt kun få år, så var alle lodder gennemgået. Ofte fulgtes denne periode af en periode med udvinding af sølv og andre, mindre værdifulde mineraler og metaller. I væsentlige guldområder skete der efterhånden en industrialisering af guldudvindingen gennem minedrift. 
Aktiviteten "guldfeber" adskiller sig afgørende fra tidligere tids søgning efter guld, hvor de europæiske kolonimagters fremfærd i den nye verden var drevet af drømmen om uhyre rigdomme i guld og sølv, og hvor drømmen blev realiseret af staten og sædvanligvis med militær støtte. Spaniens erobringer i Sydamerika (og drømmen om byen af guld, El Dorado) er det typiske eksempel. I modsætning hertil var guldfeber-kampagnerne en slags "græsrods-kapitalisme", der havde træk tilfælles med nybygger-aktiviteterne I USA og Canada, men var rettet mod minedrift frem for mod landbrug. I Californien fejres guldfeber-æraen, som den arketypiske grundlæggelse af selve staten. 
Faktorer, som fik tusinder og atter tusinder til på samme tid at opgive deres daglige, industrielle rutinearbejde og rejse mod guldfelter i fjerne egne har bl.a. været: 
- den relative forbedring i transportmulighederne
- forbedrede kommunikationsmidler, som viderebragte rygter om fund
- en vis social utilfredshed
- et internationalt pengesystem, som var baseret på guld

Anekdoter vil vide, at nogle få guldgravere tjente en formue, at adskillige leverandører (som f.eks. Levi Strauss) og handelsmænd tjente gode penge, og at talrige uheldige måtte lide allehånde vanskeligheder og elendighed i civilisationens grænseegne med meget ringe udbytte. Guldfeberkulturen, som den ofte kom til udtryk i populære sange, fremstilles som et miljø præget af robust maskulinitet.

## Guldfund med tilknyttet guldfeber
Blandt de guldfund, som i nyere tid har givet anledning til at tale om guldfeber, kan nævnes:
- Guldfund i Californien 1849. Fundet tiltrak eventyrere fra hele verden, og gav betegnelsen forty-niners (dem fra '49) til dem, som indvandrede for at søge lykken som guldgravere. Fundet gav desuden Californien tilnavnet Den gyldne stat. "Feberen" ebbede ud omkring 1859
- Guldfund i Australien 1851, der ligeledes medførte masseudvandring fra Europa til den "nye" verdensdel – i øvrigt med katastrofale konsekvenser for den indfødte befolkning
- fundet i Klondike, Alaska i 1898-1899, i området hvor Klondike-floden udmunder i Yukon-floden er nok det mest kendte. Det fik millioner til at sætte kursen mod Canada (hvor størstedelen af guldet viste sig at kunne findes omkring Yukon) og Alaska, men man regner med, at kun ca. 35.000 nåede helt frem for at deltage. Disse grundlagde, hvad der senere blev Dawson City. Flere danskere prøvede også lykken i Klondike. Den heldigste var Robert Andersen (1851-1946), der endte som en af Klondikes største mineejere[1]

1. ↑  Jønsson, J. B. og Knudsen, M. H. (2012): Guldgraveren - Danskeren der fandt Kong Salomons Miner. Gyldendal

 .